# Matteo Guido Sperandeo
Matteo Guido Sperandeo (Lauro, 2 ottobre 1908 – Visciano, 1º dicembre 1987) è stato un vescovo cattolico italiano.

## Biografia
Matteo Guido Sperandeo nacque il 2 ottobre 1908 a Lauro, comune italiano in provincia di Avellino.
Compiuti con ottimi risultati gli studi presso il seminario vescovile di Nola e quelli teologici nel seminario di Posillipo, ricevette l'ordinazione presbiterale il 26 maggio 1932 dall'arcivescovo Egisto Domenico Melchiori.
Svolse prima il ruolo di parroco nella comunità di Boscoreale dal 1936 al 1948, suo periodo di guida religiosa particolarmente importante durante la Seconda guerra mondiale, e in seguito fu primicerio della collegiata di Marigliano. Successivamente svolse diversi ruoli religiosi come assistente diocesano, vescovo ausiliare della diocesi di Nola, affiancando così il vescovo Michele Raffaele Camerlengo, e in seguito amministratore apostolico.
Il 28 maggio 1949 fu nominato vescovo titolare di Samo da papa Pio XII.
Ricevette la consacrazione episcopale nella cattedrale di Santa Maria Assunta di Nola il 17 luglio dello stesso anno dal cardinale Adeodato Piazza, segretario Congregazione concistoriale, co-consacranti Lorenzo Gargiulo, arcivescovo coadiutore di Gaeta, e Francesco Orlando, vescovo di San Severo.
Il 23 febbraio 1952 fu nominato vescovo di Muro Lucano dallo stesso papa Pio XII, che il 5 settembre del 1954 lo promosse vescovo di Calvi e Teano, diocesi presso la quale vi rimase come guida per circa trent'anni.
Nell'anno del suo ingresso a Teano, dopo le guide religiose dei predecessori, come l'arcivescovo Giacomo Palombella e i vescovi Vincenzo Bonaventura Medori e Giacinto Tamburini, cercò di ricostruire e di sviluppare quest'ultimo territorio casertano, ancora ferito dalla Seconda guerra mondiale.
Nella sua prima lettera pastorale tracciò a grandi linee il suo programma per consentire ulteriori miglioramenti per la diocesi. In seguito promosse il culto dei fondatori delle due diocesi unite, rispettivamente san Paride e san Casto, difese la dottrina e la morale cattolica in occasione dei referendum sull'ambito del divorzio e sull'aborto, ricostruì la cattedrale di Teano, le chiese danneggiate in tutta la diocesi e gli episcopi di Teano e di Pignataro Maggiore.
Durante la sua guida come vescovo di Calvi e Teano, visse numerosissimi eventi della Chiesa particolarmente importanti come il Concilio Vaticano II, il Giubileo straordinario del 1966, quello ordinario del 1975 e quello della Redenzione nel 1983.
Si ritirò il 17 agosto 1984 per raggiunti limiti d'età, diventando vescovo emerito.
In seguito si trasferì a Visciano, comune italiano in provincia di Napoli, dove morì il 1º dicembre 1987 all'età di settantanove anni.
I funerali si svolsero due giorni dopo sempre a Visciano, presso il Santuario di Maria Santissima del Carpinello, presieduti dall'arcivescovo Giuseppe Costanzo e concelebrati da quindici vescovi.

## Genealogia episcopale
La genealogia episcopale è:
- Cardinale Scipione Rebiba
- Cardinale Giulio Antonio Santori
- Cardinale Girolamo Bernerio, O.P.
- Arcivescovo Galeazzo Sanvitale
- Cardinale Ludovico Ludovisi
- Cardinale Luigi Caetani
- Cardinale Ulderico Carpegna
- Cardinale Paluzzo Paluzzi Altieri degli Albertoni
- Papa Benedetto XIII
- Papa Benedetto XIV
- Cardinale Enrico Enriquez
- Arcivescovo Manuel Quintano Bonifaz
- Cardinale Buenaventura Córdoba Espinosa de la Cerda
- Cardinale Giuseppe Maria Doria Pamphilj
- Papa Pio VIII
- Papa Pio IX
- Cardinale Alessandro Franchi
- Cardinale Giovanni Simeoni
- Cardinale Antonio Agliardi
- Cardinale Basilio Pompilj
- Cardinale Adeodato Piazza, O.C.D.
- Vescovo Matteo Guido Sperandeo